# زبان نوشتار آزاد
در علوم رایانه اگر در یک زبان برنامه‌نویسی محل قرارگیری کاراکترها اهمیت نداشته باشد و نیاز به قرارگیری آنها در یک ستون نباشد آن زبان را نوشتار آزاد گویند در این زبان‌ها توکن‌ها با استفاده از فاصله جدا می‌شوند و پایان خطوط چندان اهمیتی ندارد.